# John C. Watts

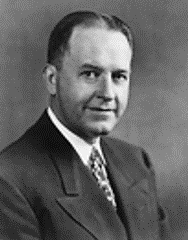
John C. Watts

John Clarence Watts (* 9. Juli 1902 in Nicholasville, Kentucky; † 24. September 1971 in Lexington, Kentucky) war ein US-amerikanischer Politiker. Zwischen 1951 und 1971 vertrat er den Bundesstaat Kentucky im US-Repräsentantenhaus.

## Werdegang
John Watts besuchte die öffentlichen Schulen seiner Heimat und studierte danach bis 1925 an der University of Kentucky. Nach einem anschließenden Jurastudium an derselben Universität und seiner 1927 erfolgten Zulassung als Rechtsanwalt begann er in Nicholasville in diesem Beruf zu arbeiten. Gleichzeitig bewirtschaftete er eine Farm. Zwischen 1929 und 1933 fungierte er auch als Polizeirichter in Nicholasville. Danach war er zwischen 1933 und 1945 Staatsanwalt im Jessamine County.
Politisch war Watts Mitglied der Demokratischen Partei. In den Jahren 1947 und 1948 war er Abgeordneter und Fraktionsleiter der Demokraten im Repräsentantenhaus von Kentucky. Zwischen 1948 und 1951 war er Staatsbeauftragter für den motorisierten Verkehr in Kentucky. Nach dem Rücktritt des Abgeordneten Thomas R. Underwood wurde Watts bei der fälligen Nachwahl im sechsten Wahlbezirk von Kentucky als dessen Nachfolger in das US-Repräsentantenhaus in Washington, D.C. gewählt, wo er am 14. April 1951 sein neues Mandat antrat. Nachdem Watts bei allen folgenden Kongresswahlen bestätigt wurde, konnte er bis zu seinem Tod am 24. September 1971 im Kongress verbleiben. In diese Zeit fielen unter anderem der Koreakrieg, der Höhepunkt des Kalten Krieges, der Beginn des Vietnamkrieges und innenpolitisch die Bürgerrechtsbewegung. In den Jahren 1961, 1964 und 1967 wurden der 23., der 24. und der 25. Verfassungszusatz ratifiziert.
John Watts starb am 24. September 1971 in Lexington und wurde in seinem Heimatort Nicholasville beigesetzt. Sein Mandat ging nach einer Nachwahl an William P. Curlin.